# Önningebykolonin

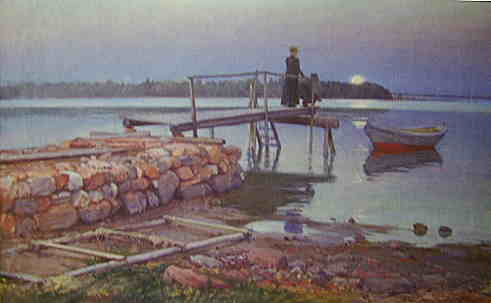
Bryggan vid Tomtebo vid Lemströms kanal av Elin Danielson-Gambogi.

Önningebykolonin var en konstnärskoloni som verkade i Önningeby i Jomala på Åland mellan 1886 och 1914. Kolonin kan beskrivas som en svensk-finländsk motsvarighet till den mer berömda konstnärskolonin i Skagen i Danmark.

## Historik

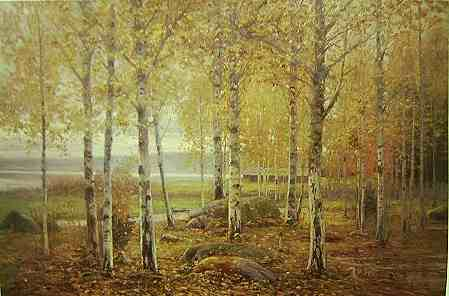
Strandlandskap av Edvard Westman.

Önningebykolonins grundare och centralgestalt var den finländske landskapsmålaren Victor Westerholm, som kom till Åland 1880, skaffade en sommarbostad där, Tomtebo vid Lemströms kanal, alldeles i närheten av byn Önningeby. Han bjöd 1886 kollegan Fredrik Ahlstedt till Åland och andra finländska och svenska konstnärer följde efter, som J.A.G. Acke, Edvard Westman och Hanna Rönnberg. Kolonins sex första år var de mest aktiva, med fester och maskerader och exkursioner ut till den åländska skärgården. Den konst man skapade var friluftsmåleri med inspiration från Paris och Skagen. Vissa av konstnärerna, som den akademiskt skolade Westerholm, inspirerades av den då mycket moderna och kontroversiella impressionismen och Westerholms impressionistiska målningar med Önningebymotiv möttes av häftig kritik när de ställdes ut i Helsingfors 1882. Westman och Rönnberg vände sig dock så småningom mot Skagen snarare än Åland och J.A.G. Ackes besök på Åland glesnade. Första världskrigets utbrott blev slutpunkt för kolonin. Ett par av konstnärerna återvände även efter kriget, som Hanna Rönnberg som 1938 sammanställde sina minnen från kolonin i boken Konstnärskolonien på Åland.
Under åren 1906–1913 vistades i perioder en grupp estniska konstnärer och författare i Önningeby, den så kallade Noor-Eesti-gruppen. De estniska konstnärenas verk har vid ett par tillfällen på senare år ställts ut tillsammans med Önningeby-kolonisternas.
År 1992 öppnades Önningebymuseet, som har en ansenlig samling av kolonisternas konst.

## Konstnärer förknippade med Önningebykolonin
- J.A.G. Acke (1859–1924) Sverige

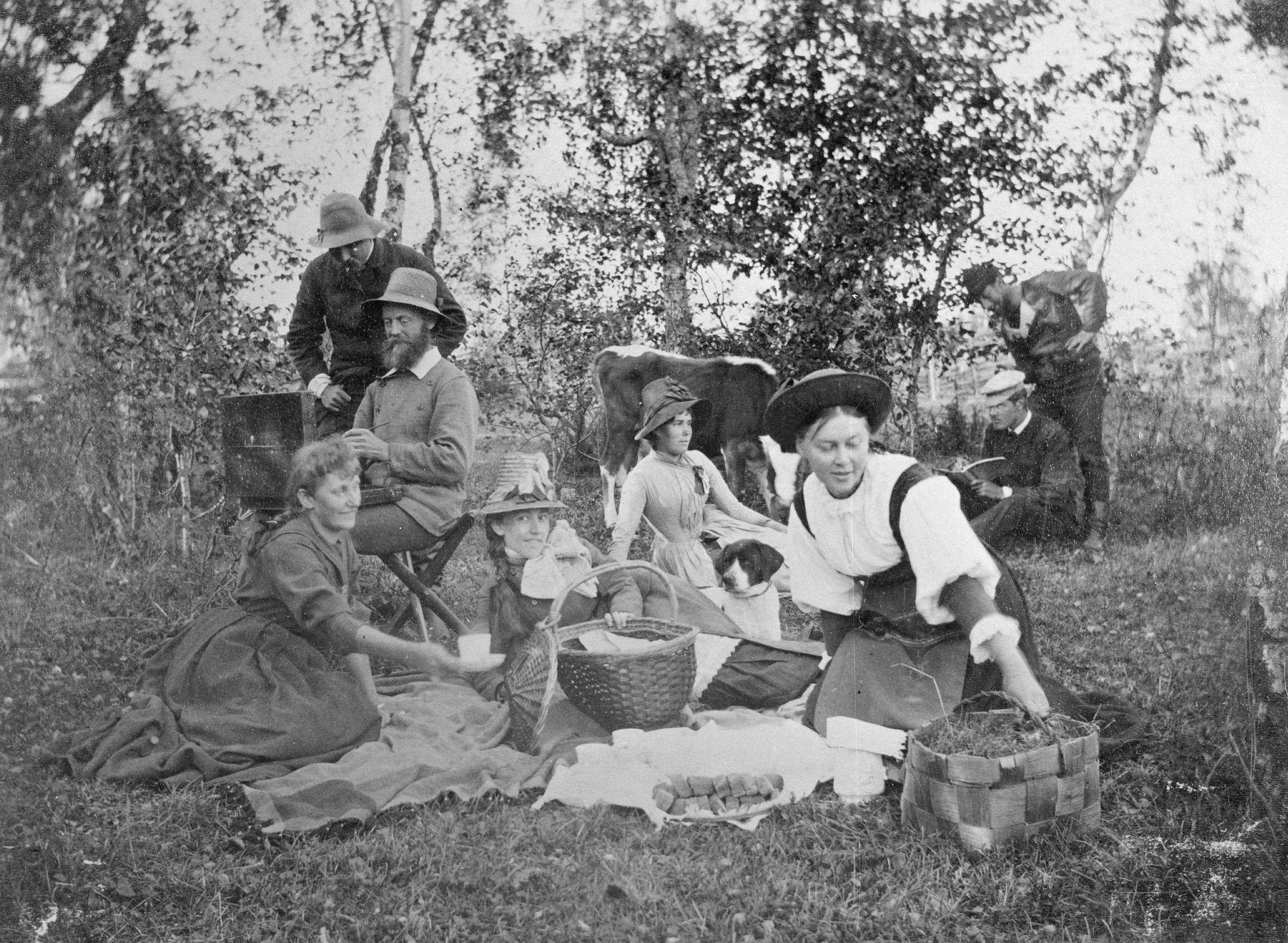
Önningebykolonister den första sommaren 1886. Sittande på marken från vänster Hanna Rönnberg, Hilma Westerholm, Elin Danielson och Nina Ahlstedt. Sittande i stol till vänster Alexander Federley och stående intill Victor Westerholm. Foto av Aksel Paul (1863-1927).

- Eva Acke (f. Topelius) (1855–1929) Finland, Sverige efter 1891
- Fredrik Ahlstedt (1839–1901) Finland
- Nina Ahlstedt (1853–1907) Finland
- Elin Danielson-Gambogi (1861–1919) Finland
- Ellen Favorin (1853–1919) Finland
- Aleksander Federley (1865–1932) Finland
- Raffaello Gambogi (1874–1943) Italien
- Ida Gisiko-Spärck (1859–1940) Sverige
- Amélie Lundahl (1850–1914) Finland
- Elias Muukka (1853–1938) Finland
- Elin Alfhild Nordlund (1861–1941) Finland
- Hanna Rönnberg (1862–1946) Finland
- Helmi Sjöstrand (1865–1950) Finland, senare Sverige
- Nikolai Triik (1884–1940), Estland
- Friedebert Tuglas (1886–1971), estnisk författare
- Dora Wahlroos (1870-1947) Finland
- Anna Wengberg (1865–1936) Sverige
- Victor Westerholm (1860–1919) Finland
- Edvard Westman (1865–1917) Sverige